# 河原アイペットワールド専門学校
河原アイペットワールド専門学校（かわはらアイペットワールドせんもんがっこう）は、学校法人河原学園が運営している総合動物専門学校。

## 所在地
- 愛媛県松山市南堀端町6-11

## 沿革
- 2004年 - アイペットワールド専門学校として開校。
- 2011年 - 河原アイペットワールド専門学校に校名変更。
- 2014年3月 - 文部科学大臣より『職業実践専門課程』に認定される。

## 設置学科
2024年4月現在
- 動物看護・栄養管理学科（3年制）
- トリマー学科（2年制）
- ペット総合学科（2年制） ※ 2023年度にドッグトレーナー・ペットビジネス学科より名称変更

## 主な資格取得
- 愛玩動物看護師
- 愛玩動物飼養管理士
- JKC公認トリマーライセンスC級
- 家庭犬トレーナー２級

## 周辺
- 愛媛県美術館
- 愛媛県立図書館
- 松山市民会館
- NHK松山放送局

## アクセス
- 鉄道
  - 伊予鉄道南堀端停留場から徒歩で約1分。
  - 伊予鉄道松山市駅から徒歩で約7分。
  - JR松山駅から徒歩で約12分。
- バス
  - 伊予鉄バス南堀端停留所から徒歩で約1分。